# Vuyisile Mini
Vuyisile Mini (Porto Elizabeth, 8 de abril de 1920 — Pretória, 6 de novembro de 1964) foi um sindicalista, cantor, compositor e ativista sul-africano, um dos primeiros membros do Congresso Nacional Africano a morrerem executados pelas leis do apartheid.

## Biografia
Filho de um estivador na cidade de Porto Elizabeth, seu pai foi ativo nas reivindicações trabalhistas e comunitárias, influenciando de tal modo o filho que este já aos dezessete anos participou de protestos contra o aumento das passagens de ônibus e dos alugueres, bem como das remoções forçadas na política de realocação dos negros para "cidades dormitório".
Após concluir o ensino básico, tornou-se operário e sindicalista, apesar do aumento da repressão do governo da minoria branca a partir da década de 1950; por sua coragem e esforços o Congresso de Sindicatos da África do Sul ("SACTU", da sigla em inglês) encarregou-o de organizar o proletariado da província de Cabo Oriental, missão na qual organizou o Sindicato dos Metalúrgicos, do qual veio a ser o secretário, e ainda o sindicato dos estivadores da cidade natal e, junto Stephen Tobia, fundou a União Africana de Pintura e Construção, lutando ainda contra o uso de condenados como mão-de-obra barata e, em 1960, foi feito secretário da SACTU de Cabo Oriental.
Em 1951 ele ingressou no Congresso Nacional Africano (CNA) e já no ano seguinte foi preso no contexto da Campanha de Desafio por haver entrado em uma área estrita de brancos numa estação ferroviária, o que lhe causou a perda do emprego numa fábrica de baterias. Após sua libertação uniu seu trabalho sindical com o ativismo político e rapidamente ascendeu na hierarquia do CNA, eleito secretário da entidade para o Cabo. Em 1956 foi um dos réus do Julgamento por Traição, libertado por falta de provas em 1959.
Ao lado do ativismo era ainda ator, dançarino, poeta e cantor; durante o Julgamento por Traição, por exemplo, compôs versos que refletiam a luta contra o sistema de realocação forçada dos negros, e seus versos de "Pasopa nansi' ndondemnyama we Verwoerd", ("Cuidado, Verwoerd, aqui estão os negros"),, e que veio depois a ser gravada com sucesso por Miriam Makeba.
Em 1961 foi dos primeiros recrutados para integrar o braço armado de resistência do CNA, o Umkhonto we Sizwe (MK); era membro do Alto Comando de Cabo Oriental e, junto a Wilson Khayinga e Zinakile Mkaba foi preso em 10 de maio de 1963, acusado por dezessete crimes, dentre os quais a morte de um suposto informante da polícia. Em março do ano seguinte eles foram condenados à morte e, para se livrarem dela, os brancos ofereceram a vida em troca de informações, ao que ele recusou e escrevera: "Eles então disseram que ainda havia uma chance de eu ser salvo, pois sabiam que eu era o chefão do movimento no Cabo Oriental. Devia apenas dizer a eles onde estavam os detonadores e revólveres, e eles me ajudariam. Eu recusei. Eles então me perguntaram sobre Wilton Mkwayi e se eu estava preparado para depor contra Mkwayi, a quem eles haviam prendido. Eu disse que não, não estava. Quando me perguntaram se eu faria a saudação de Amandla Ngawethu quando andasse os últimos passos até a forca, respondi que sim".
Apesar dos protestos internacionais de líderes como U Thant da Onu, ou de Nasser, ele e seus dois companheiros foram executados pela forca na Prisão Central de Pretória em 6 de novembro de 1964; ao seguir para o cadafalso Mini entoou canções de liberdade, e abordado no corredor pela polícia em nova tentativa de delação de seus camaradas de luta, fez um discurso. Ben Turok, membro do MK, descreveu mais tarde a angústia vivida na noite anterior, quando os condenados entoaram várias canções e, na manhã da execução, novamente iniciaram a cantoria "E então, inesperadamente, a voz de Vuyisile Mini veio rugindo pelas passagens silenciosas (...) sua inconfundível voz de baixo anunciava sua mensagem final em xhosa para o mundo que estava deixando. Com uma voz carregada de emoção, mas teimosamente desafiador, ele falou da luta travada pelo Congresso Nacional Africano e de sua convicção absoluta da vitória que está por vir".
Mini era casado e deixou seis filhos, um dos quais — Nomkhosi Mini — também foi integrante do MK e sobreviveu ao ataque das tropas sul-africanas ao seu acampamento, em Angola, em 1979. Após sua execução, Mini fora enterrado secretamente como indigente num cemitério de Pretória mas, em 1998, seu corpo e também os de Khayinga e Mkaba foram exumados e receberam funeral de heróis, em Porto Elizabeth.